# Narcomedusae
Las narcomedusas (Narcomedusae) son un orden de cnidarios hidrozoos. Las especies de este orden no muestran fase polipoide, desarrollándose en ocasiones de forma parasitaria en traquimedusas. Presentan las gónadas en la pared estomacal, sin presencia de canales radiales.

## Taxonomía
Se compone de las siguientes familias:
- Aeginidae
- Csiromedusidae
- Cuninidae
- Solmarisidae
- Tetraplatidae